# 勁搏
勁搏（英語：Excellent Proposal），是一匹曾在澳洲和香港出賽的已退役賽駒，來港後練馬師是蔡約翰。

## 簡介
澳洲最佳短途馬Exceed And Excel（盡善盡美）是「勁搏」的父系，而「勁搏」的母系是英國雌性馬匹Procrastination
，而Procrastination於2016年6月獲維多利亞州私人持股公司「Holloway Equine（Australia） Pty. Ltd.」，從純種賽駒拍賣商Magic Millions舉辦的黃金海岸傳種母馬銷售市場（Gold Coast National Broodmare Sale）中，購買回來作投資用途。在同年10月「勁搏」出生後，「勁搏」的訓練工作交給菲迪民兄弟（Michael Freedman、Richard Freedman）及麥菲文負責，至2019年6月至12月曾於新南威爾斯甘柏拉、蘭域、和域園及玫瑰崗等四個馬場內獲得不錯成績，當中以參加2歲讓磅賽表現較佳，奪得冠軍兼80,500澳元（折合453,040港元）獎金。
2020年，「勁搏」獲多盈利置業創辦人鍾明輝兒子鍾建書買入成為他名下13匹馬之一，同年6月初則抵達蔡約翰馬房並交給其訓練。
2020年7月1日，「勁搏」於香港首次出賽。
2020年9月6日，「勁搏」打開其在港的勝利之門，其後更取得三連捷。
2021年1月24日，「勁搏」在薛恩策騎下，勝出四歲系列賽頭關香港經典一哩賽。其後，「勁搏」出戰四歲系列賽次關香港經典盃和尾關香港打吡大賽，皆在薛恩胯下取得第四名。
2022年4月24日，莫雷拉策騎「勁搏」出戰國際一級賽冠軍一哩賽，不敵香港馬王「金鎗六十」及「加州星球」，取得第三名。
2023年1月27日，「勁搏」宣告退役，正式結束其競賽生涯。

## 在港勝出賽事全紀錄
| 比賽日期   | 賽事名稱       | 賽事班次 | 賽道 | 賽事路程 | 比賽馬場 | 名次 | 完成時間 | 騎師   |
| ---------- | -------------- | -------- | ---- | -------- | -------- | ---- | -------- | ------ |
| 06/09/2020 | 大東山讓賽     | 第三班   | 草地 | 1400米   | 沙田馬場 | 1    | 1:21.65  | 莫雷拉 |
| 20/09/2020 | 象山讓賽       | 第二班   | 草地 | 1600米   | 沙田馬場 | 1    | 1:33.64  | 莫雷拉 |
| 04/10/2020 | 赤鱲角讓賽     | 第二班   | 草地 | 1800米   | 沙田馬場 | 1    | 1:48.00  | 莫雷拉 |
| 24/01/2021 | 香港經典一哩賽 | 四歲馬   | 草地 | 1600米   | 沙田馬場 | 1    | 1:33.81  | 薛恩   |

## 在港一級賽出賽全紀錄
| 比賽日期   | 賽事名稱           | 賽事班次 | 賽道 | 賽事路程 | 比賽馬場 | 名次 | 完成時間 | 騎師   |
| ---------- | ------------------ | -------- | ---- | -------- | -------- | ---- | -------- | ------ |
| 12/12/2021 | 浪琴表香港一哩錦標 | G1       | 草地 | 1600米   | 沙田馬場 | 10   | 1:34.76  | 薛恩   |
| 24/04/2022 | 富衛保險冠軍一哩賽 | G1       | 草地 | 1600米   | 沙田馬場 | 3    | 1:33.19  | 莫雷拉 |
| 11/12/2022 | 浪琴香港一哩錦標   | G1       | 草地 | 1600米   | 沙田馬場 | 7    | 1:34.89  | 賀銘年 |

## 外部連結
- . 2021-01-24  [2021-01-24]. （原始内容存档于2021-11-25）.
- EXCELLENT PROPOSAL (D386) 勁搏 | Horses | HK Racing | South China Morning Post - Profile （页面存档备份，存于）
- Excellent Proposal Thoroughbred Horse Profile - Next Race, Form, Stats, News, Breeding | Racing and Sports - Profile